# Get Medieval
 Get Medieval – komputerowa gra akcji wyprodukowana i wydana przez wytwórnię Monolith Productions w 1998 roku. Jej bohaterami są cztery postacie o różnych specjalnościach, które poszukują przygody w średniowiecznym świecie fantasy. Gra została wydana w wersji dla systemu operacyjnego Microsoft Windows.